# Sun Yingjie
Sun Yingjie (China, 19 de enero de 1979) es una atleta china, especialista en la prueba de 10000 m, en la que ha logrado ser medallista de bronce mundial en 2003.

## Carrera deportiva
En el Mundial de París 2003 ganó la medalla de bronce en los 10000 metros, con un tiempo de 30:07.20 segundos que fue su mejor marca personal, llegando a la meta tras las etíopes Berhane Adere y Werknesh Kidane.